# Hans Günther (SS-Mitglied)
Hans Günther (* 22. August 1910 in Erfurt; † 5. Mai 1945 in Hlásná Třebaň) war ein deutscher Buchhalter, Polizist und SS-Sturmbannführer (1942). Von Juli 1939 bis Mai 1945 leitete er die „Zentralstelle für jüdische Auswanderung in Prag“.

## Werdegang
Hans Günther war der älteste Sohn des Kaufmanns Emil Günther (1882–1936) und seiner Ehefrau Lydia, er hatte drei Brüder Rolf, Gerd († 1941) und Karl (1919–1945). Im Alter von vier Jahren wanderte Hans mit seiner Familie von Erfurt nach Winnipeg in Kanada aus. Nach seiner Rückkehr besuchte er ab 1917 die 8-klassige Bürgerschule und anschließend eine kaufmännische Lehre bei der Mitteldeutschen Verlags AG. Mit diesem Abschluss war er bis 1931 in mehreren Handelshäusern als Buchhalter beschäftigt. Nach seinem Beitritt zur SA im November 1928 stieg er zügig zum SA-Führer auf und trat zum 1. März 1929 auch der NSDAP bei (Mitgliedsnummer 119.925). Ab April 1931 Angehöriger des Freiwilligen Arbeitsdienstes, leitete er von 1932 bis 1933 eine Gruppe Angehöriger des Freiwilligen Arbeitsdienstes auf einem Gut in Mecklenburg. Zudem wurde er Geschäftsführer des örtlichen NSDAP-Ortsgruppenleiters. Danach war Günther zwei Jahre arbeitslos, in denen er Fortbildungen an SA-Führerschulen machte.
Ab September 1935 begann Günther als Kriminalassistentenanwärter seine Tätigkeit bei der Gestapo in Erfurt, wo er in der Folge zusammen mit seinem Bruder Rolf Günther in der Abteilung IIb auch zuständig für die sogenannte „Judenfrage“ war. Nach dem 1937 erfolgten Wechsel von der SA zur SS (SS-Nr. 290.129) arbeitete Günther, wiederum mit seinem Bruder Rolf, als Referent in der neu geschaffenen Zentralstelle für jüdische Auswanderung in Wien. Am 1. Juli 1937 war er zum SS-Untersturmführer befördert worden. Während sein Bruder Rolf in der Folgezeit unter Adolf Eichmann im Reichssicherheitshauptamt (RSHA) Abteilung IVB4 stellvertretender Leiter des „Judenreferats“ wurde, stieg Hans Günther im Juli 1939 zum Leiter der Zentralstelle für jüdische Auswanderung in Prag auf. Kurz vorher war er im April 1939 zum SS-Obersturmführer befördert worden. In der Struktur des Reichssicherheitshauptamtes gehörte er zum Amt IV. Ab August 1942 wurde die Einrichtung zum „Zentralamt zur Regelung der Judenfrage“ umbenannt, er selbst blieb auf diesem Posten bis zur Schließung des Amtes Anfang Mai 1945. Formal war seine Dienststelle dem Befehlshaber der Sicherheitspolizei und des SD unterstellt, praktisch war aber im Zusammenhang mit der „Endlösung“ die Zusammenarbeit mit dem Eichmannreferat beim RSHA, Amt IV B 4 gegeben. So nahm Günther auch an der Besprechung „über die Lösung von Judenfragen“ am 10. Oktober 1941 teil, die vom Reichsprotektor Reinhard Heydrich und Adolf Eichmann initiiert war.
Sein Vertreter war zeitweise Karl Rahm, den er im Februar 1944 als Leiter in das Ghetto Theresienstadt versetzte. Er war zuständig für die antijüdischen Verordnungen im Protektorat Böhmen und Mähren sowie die Deportationen tschechischer Juden in das Ghetto Theresienstadt und von dort weiter in die Vernichtungslager. Günther, seit 1941 verheiratet und Vater mindestens eines Kindes, hielt sich in dieser Funktion oft persönlich im Ghetto auf. Hinweise auf eigenmächtig vorgenommene Misshandlungen im Ghetto sind nicht bekannt, er überwachte aber die von ihm angeordneten Hinrichtungen. Die Häftlinge im Lager sollen ihn als den „lächelnden Henker“ bezeichnet haben.
Günther war zusammen mit seinem Mitarbeiter Karl Rahm verantwortlich für die Umwidmung des Prager Museums in das „Jüdische Zentralmuseum“, in dem ab 1942 Kunstgegenstände aus den zerstörten Synagogen Böhmens und Mährens aufbewahrt und gezeigt wurden. Während die dort arbeitenden jüdischen Wissenschaftler die Kunstobjekte zu retten versuchten, wollten die Nationalsozialisten damit eine als minderwertig betrachtete Kultur vorführen.
Als Reaktion auf die ausländische „Greuelpropaganda“ bezüglich der Massenmorde an Juden setzte Günther seine Idee zu einem Propagandafilm eigenmächtig um. Der Film „Theresienstadt. Ein Dokumentarfilm aus dem jüdischen Siedlungsgebiet“ wurde ab Spätsommer 1944 im Ghetto gedreht und erst Ende März 1945 fertiggestellt. Dieser Film war für ausländisches Publikum bestimmt, wurde aber aufgrund des nahenden Kriegsendes nur noch einzelnen Repräsentanten ausländischer Organisationen gezeigt.
Am 5. Mai 1945, als der Prager Aufstand begann, setzte sich Günther mit einer schwerbewaffneten Wagenkolonne und neun weiteren SS-Angehörigen ab und geriet bei Beroun in eine Straßensperre tschechischer Partisanen. Er trug einen gefälschten Pass auf den Namen "Sommer" bei sich. Nach der Festnahme und Entwaffnung Günthers und seiner Begleiter konnte Günther einem Posten die Waffe entwenden und wurde beim anschließenden Handgemenge angeschossen. Günther, der dem flüchtenden Posten noch eine Handgranate hinterherwarf, verstarb aber kurz darauf an seinen Verletzungen. Erst nachdem tschechische Behörden diese Version bestätigt hatten, stellten die deutschen Justizbehörden die Ermittlungen gegen Günther ein. Zeugen für den Tod des Hans Günther waren Gerhard Günnel und Hans Fidler.

## Familie
Hans Günther war verheiratet mit Christel, geborene Glassemann (* 1912). Die Ehe wurde am 17. Mai 1941 geschlossen. Aus ihrer Ehe gingen zwei Kinder hervor, Gert Günther (* 1942) und Gisela Günther.

## Belege
1. ↑   Andreas Schneider, Eichmanns Stellvertreter. Die Erfurter Gestapo-Brüder Hans und Rolf Günter, in: Wolfgang Schule (Hrsg.) Die Polizei im NS-Staat. Beiträge eines internationalen Symposiums an der Deutschen Hochschule der Polizei in Münster, Verlag für Polizeiwissenschaft Frankfurt/Main 2009, ISBN 978-3-86676-093-6, S. 87
2. ↑  Bundesarchiv R 9361-IX KARTEI/12470573
3. ↑  Miroslav Kárný, Jaroslava Milotová, Margita Kárná (Hg.): Deutsche Politik im „Protektorat Böhmen und Mähren“ unter Reinhard Heydrich 1941–1942. Eine Dokumentation (= Nationalsozialistische Besatzungspolitik in Europa 1939–1945, Bd. 2). Metropol, Berlin 1997, ISBN 978-3-926893-44-4, Dokument Nr. 29, S. 137.
4. ↑   Protokoll des Gerichts der Stadt Wien am 25. August 1955, Befragung durch Richter Dr. Bousek am 25. August 1955, in: Landesarchiv Berlin, Akte Hans Günther, Sign.  B Rep. 057-01, Nr. 1171  (alt: 1AR (RSHA) 582(65, Pg 66))
5. ↑   Lebenslauf von Hans Günther und ausgefertigtes Formular zu seinem beruflichen Werdegang, in: Landesarchiv Berlin, Akte Hans Günther, Sign. B Rep. 057-01, Nr. 1171  (alt: 1AR (RSHA) 582(65, Pg 66))

| Personendaten    | Personendaten                                                                                 |
| ---------------- | --------------------------------------------------------------------------------------------- |
| NAME             | Günther, Hans                                                                                 |
| KURZBESCHREIBUNG | deutscher SS-Sturmbannführer und Leiter der „Zentralstelle für jüdische Auswanderung“ in Prag |
| GEBURTSDATUM     | 22. August 1910                                                                               |
| GEBURTSORT       | Erfurt                                                                                        |
| STERBEDATUM      | 5. Mai 1945                                                                                   |
| STERBEORT        | Hlásná Třebaň                                                                                 |